# هذا الرجل أحبه (فلم)
فيلم هذا الرجل أحبه هو فيلم مصري من إنتاج 1962م. مأخوذ عن الرواية الإنجليزية جين أير للكاتبة شارلوت برونتي، وكتب السيناريو والحوار للفيلم حسين حلمي المهندس كما قام بإخراجه أيضًا.

## البطولة
يحيى شاهين
ماجدة
صباح
زوزو نبيل
نجمة إبراهيم

## العاملين بالفيلم
القصة الأصلية: شارلوت برونتي
سيناريو وحوار: حسين حلمي المهندس
مخرج مساعد: سيمون صالح
إخراج: حسين حلمي المهندس
صابرين فتاة لقيطة، تربت في الملاجئ حتى تبلغ سن الرشد وعليها ان تذهب للعمل في بيت ثرى يقيم مع ابنته في مزرعة، وعليها الاعتناء بالفتاة عندما تذهب إلى القصر تفاجئ أن هناك أشياء غريبة وحزناً يعلو البيت، تعتنى بالطفلة عديلة، ويثق بها مراد بك الذي يعيش حياة قاسية ويكاد يصدمها يوماً بجواده، وهو يقيم في غرفته يكاد لا يخرج منها، تقترب منه الفتاة وينمو الحب فيما بينهما، تعرف صابرين أنه مصاب بتجربة فاشلة مع فتاة لاهية، وأنه لا يثق في النساء، تحاول أن تسرى عنه همومه، وينمو الحب بينهما، في حذر شديد، ويبدأ في الانفتاح على الحب، فيقيم حفلاً بهيجاً. تعرف صابرين أن في البيت امرأة مجنونة، تحاول إثارة الخوف في المنزل، وأنها ترتكب المزيد من الحماقات، وأنها بثينة قريبة مراد، يقرر صاحب القصر أن يتزوج من صابرين، لكن المأذون يرفض، حيث يثبت أن بثينة هي أخت لصابرين، وأنها زوجة لمراد، تقوم الزوجة المجنونة بإحراق المنزل ويصاب مراد بإصابات بالغة وهو يحاول إطفاء الحريق. يفقد مراد بصره، وتموت بثينة، وتقرر صابرين الوقوف بجانبه.
- تم عرض الفيلم لأول مرة بدور العرض 8 كانون الثاني/ يناير 1968م.[1]
- مدة عرض الفيلم 100 دقيقة.[1]
- كتب المؤلف والمخرج حسين حلمي المهندس على أفيش الفيلم «القصة العالمية جين أير للكاتبة شارلوت برونتي» ثم كتب تحتها «إعداد وإخراج حسين حلمي المهندس»[2]

## روابط خارجية
- مقالات تستعمل روابط فنية بلا صلة مع ويكي بيانات